# Lassine Sinayoko
Lassine Sinayoko (Bamako, 8 de diciembre de 1999) es un futbolista de Malí que juega en la posición de delantero con el A. J. Auxerre de la Ligue 1.

## Selección nacional
El 16 de agosto de 2021 fue convocado por Malí por primera vez, pero su debut fue hasta el 6 de septiembre de 2021 en el empate 0–0 ante Uganda por la clasificación de CAF para la Copa Mundial de Fútbol de 2022; y su primer gol internacional lo anotó el 13 de octubre de 2023 en la victoria por 1-0 sobre Uganda en un partido amistoso en Bamako.
En diciembre de 2021 Sinayoko fue convocado por el entrenador Mohamed Magassouba para jugar en la Copa Africana de Naciones 2021. El 2 de enero de 2024 fue convocado por el entrenador Éric Chelle para jugar en la Copa Africana de Naciones 2023, donde anotó tres goles.

## Clubes
| Club             | País    | Año       |
| ---------------- | ------- | --------- |
| A. J. Auxerre II | Francia | 2017-2021 |
| A. J. Auxerre    | Francia | 2021-     |

## Palmarés

### Títulos nacionales
| Título                 | Club             | País    | Año     |
| ---------------------- | ---------------- | ------- | ------- |
| Championnat National 3 | A. J. Auxerre II | Francia | 2019-20 |
| Ligue 2                | A. J. Auxerre    | Francia | 2023-24 |